# 保加利亚圣斯德望堂

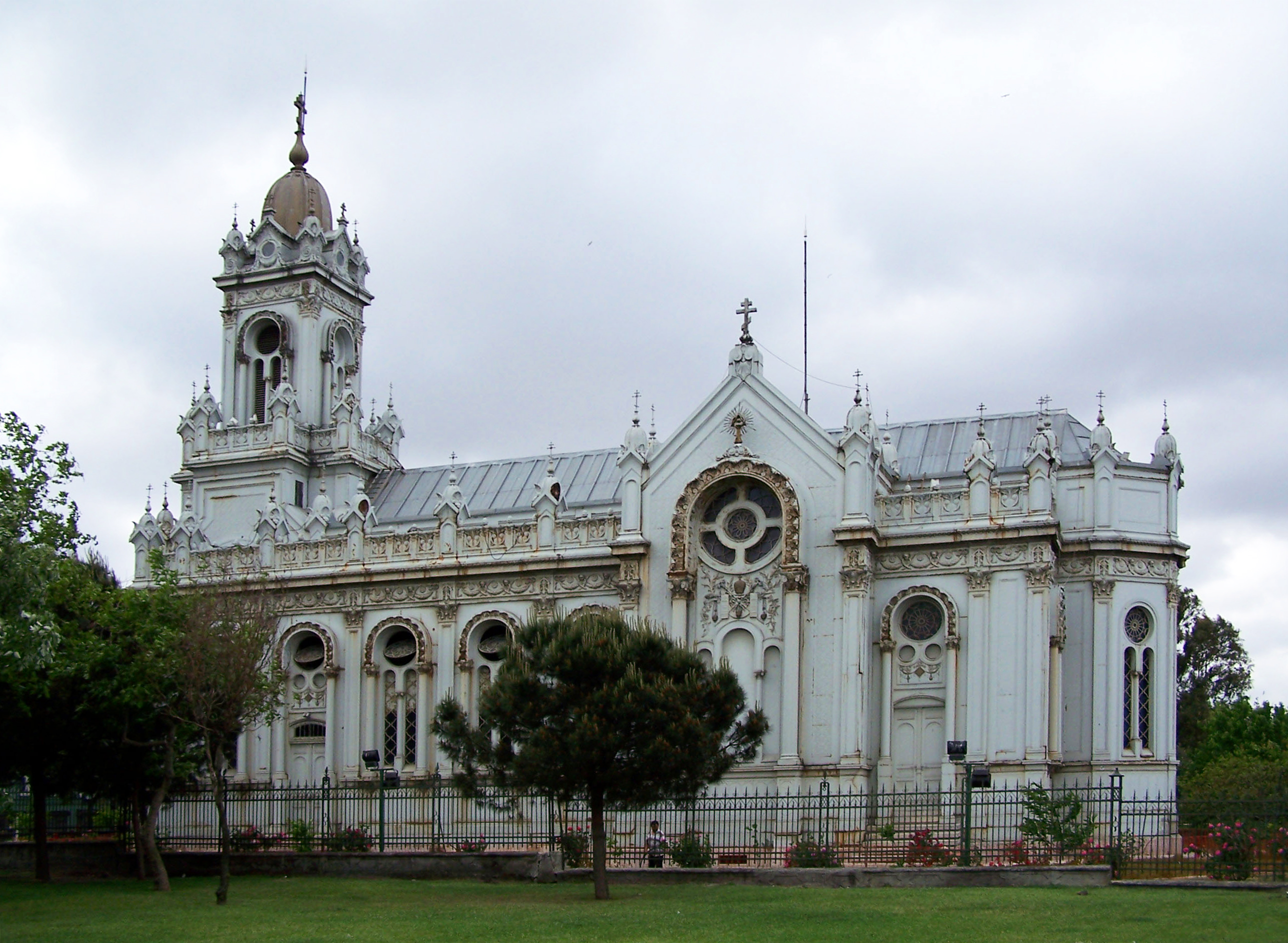
保加利亚圣斯德望堂

保加利亚圣斯德望堂，又名保加利亚铁教堂，是一座保加利亚正教会教堂，位于土耳其伊斯坦布尔法提赫区的芬内尔街区，面临金角湾，用铸铁建成，服务于该市的保加利亚人。该堂建于19世纪，1848年先建成一座木结构小教堂，毁于火灾后以鐵組件重建，於1898年完成。
2011年開始修復工程，於2018年1月再次開放。

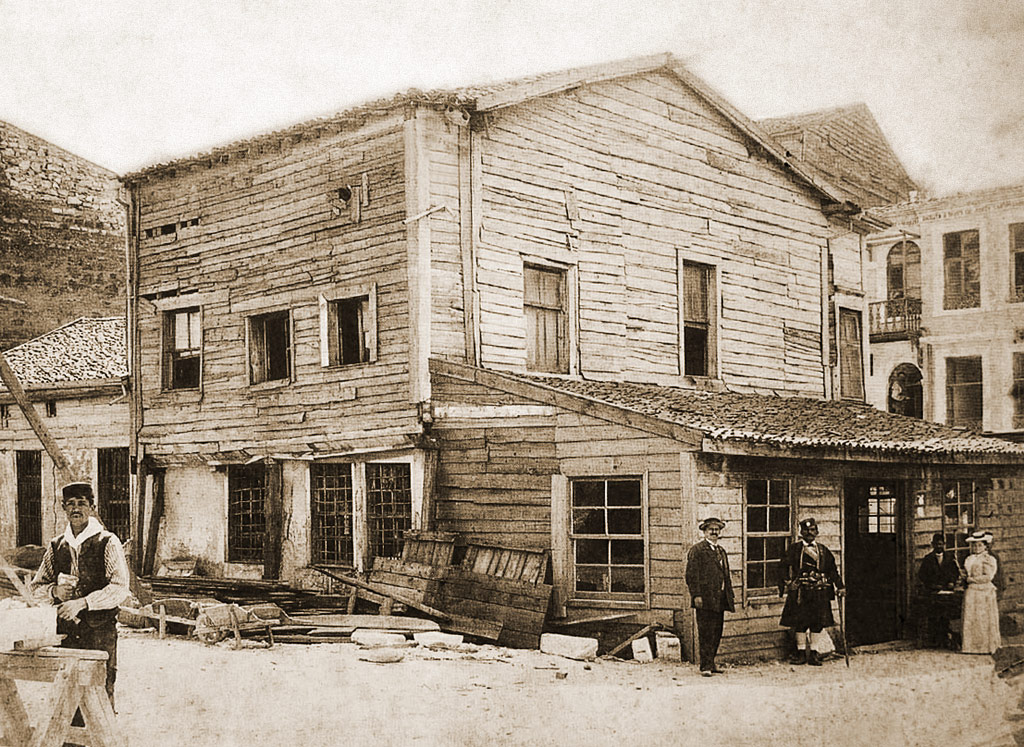

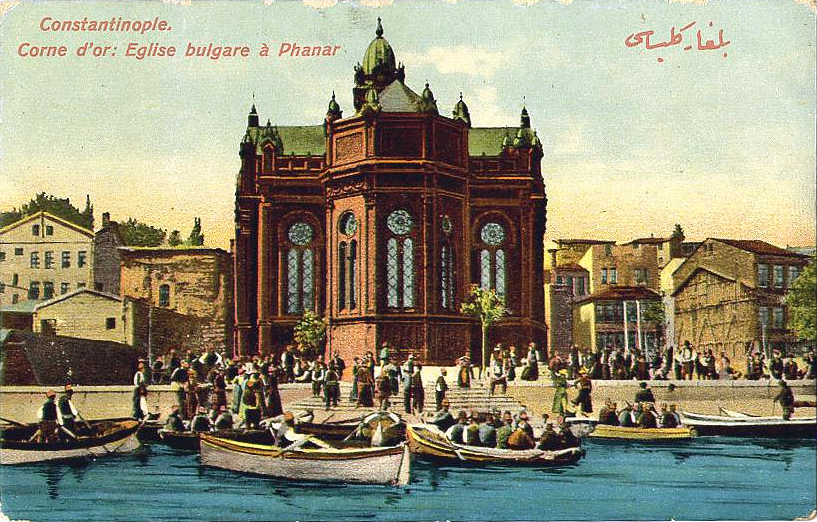

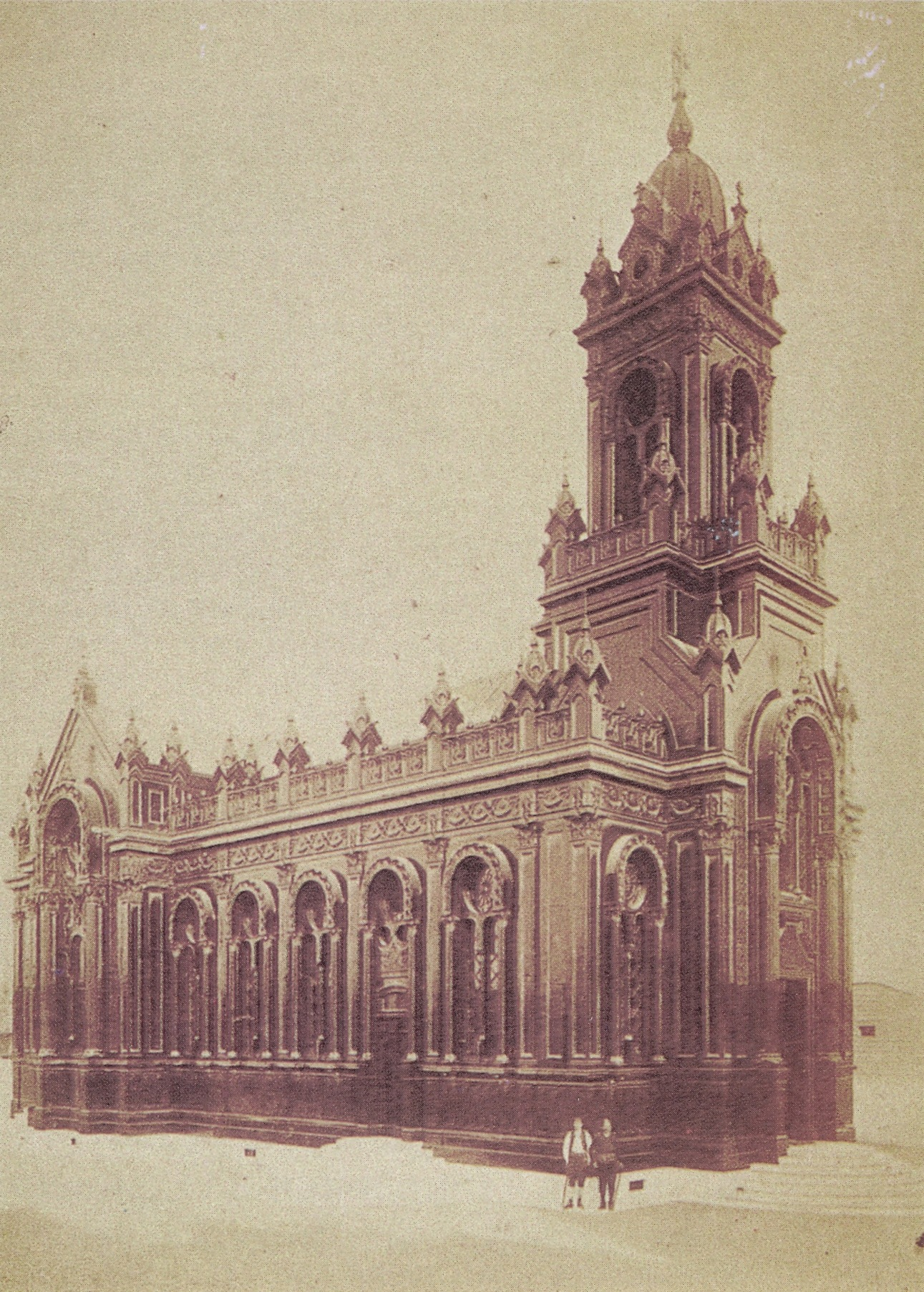
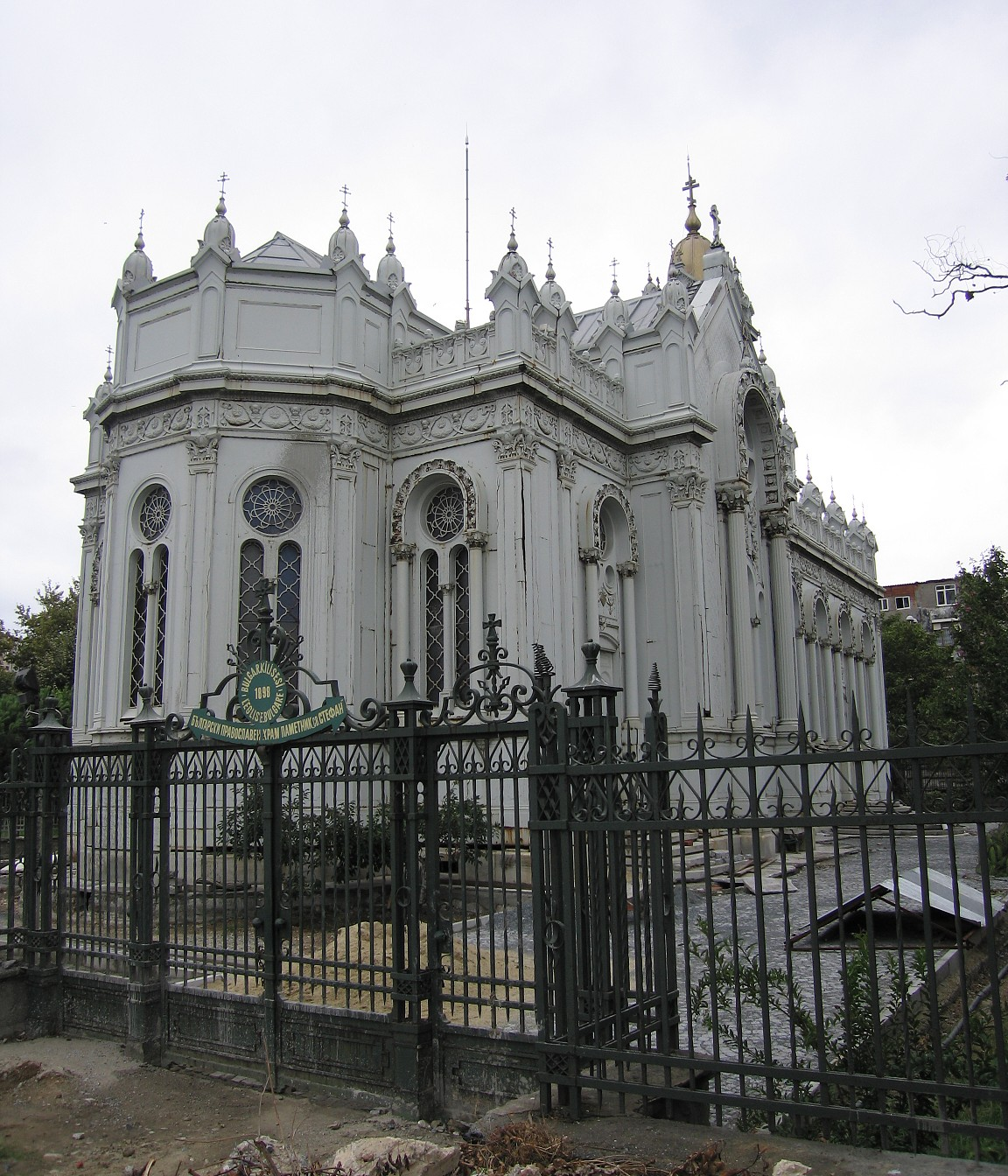
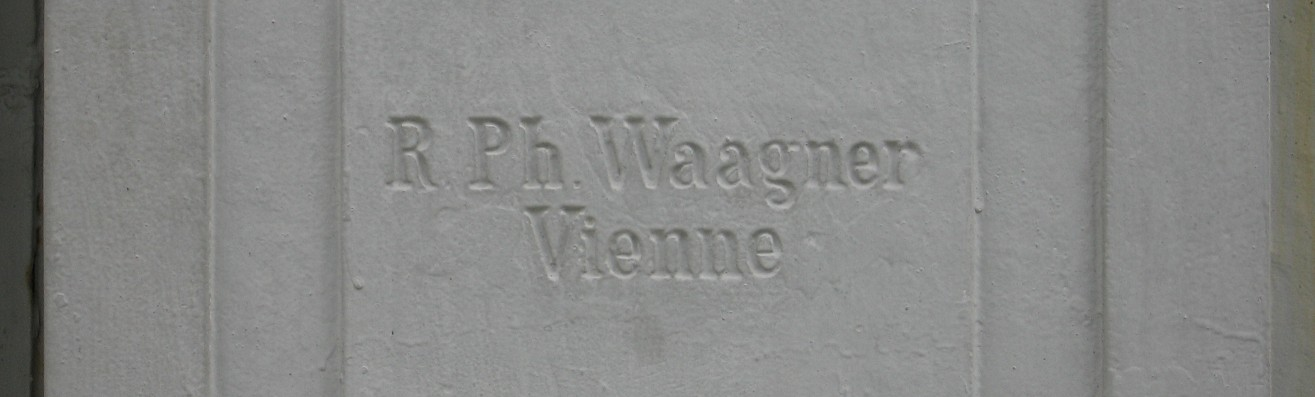
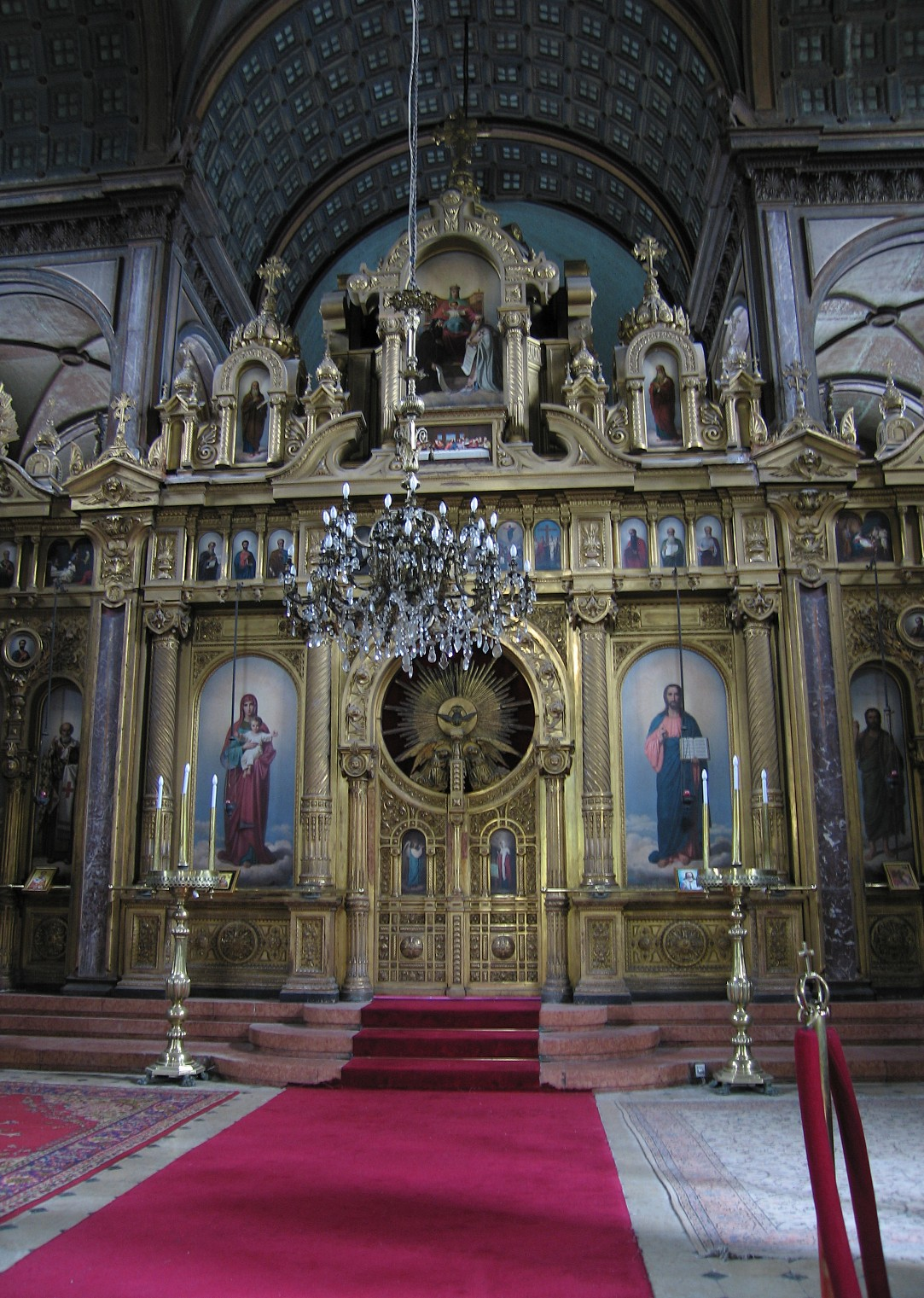
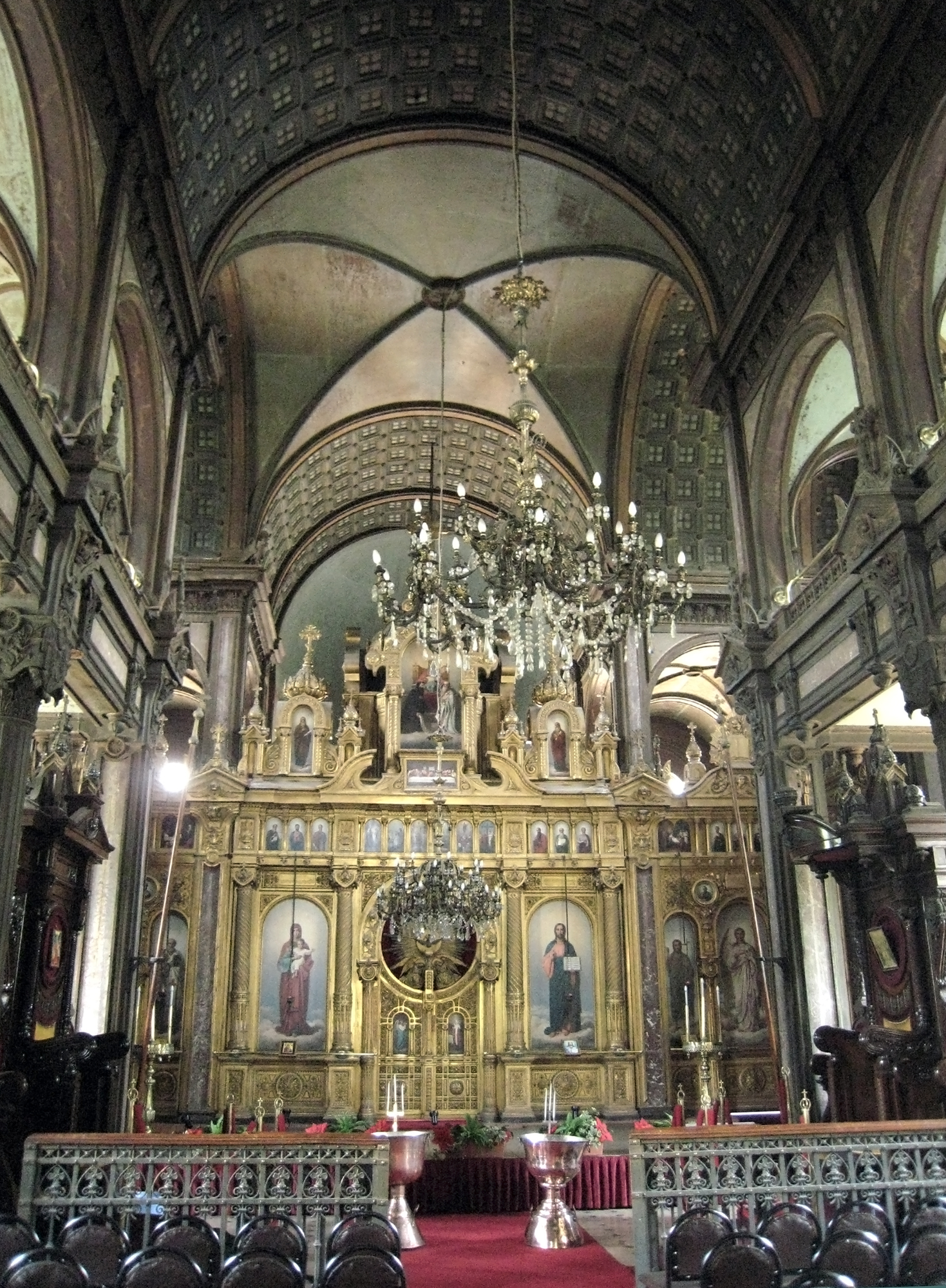